# Гюнтер Бениш
Гюнтер Бениш (на немски: Günter Behnisch), роден на 12 юни 1922 г. в Дрезден, починал на 12 юли 2010 г. в Щутгарт е немски архитект, професор по архитектура, получил световна известност във връзка със строителството на олимпийския парк и стадион в Мюнхен (1967—1972).

## Биография
Гюнтер Бениш расте в Дрезден до 1934 г., когато семейството му се премества в Хемниц. През 1939 г. преди да стане на 18 г. е призован на служба във Вермахта. По време на Втората световна война командва подводница тип U-2337. След края на войната попада в плен при англичаните. След завръщането си от плен през 1947 г. започва да учи архитектура в университета Щутгарт до 1951 г. През 1952 г. открива в града собствено архитектурно бюро.

## Творчество
Гюнтер Бениш е считан за един от най-известните представители на модернистичнета архитектура в Германия, в която не се използват символи на властта.
- Построеният през 1972 г. Олимпийски стадион в Мюнхен
- Създадената през 1992 г. нова зала за пленарни заседания на Бундестага в Бон
- Сградата на Академията на изкуствата в Берлин